# Dūlchāh
Dūlchāh (persiska: دولچاه) är en ort i Iran.   Den ligger i provinsen Nordkhorasan, i den nordöstra delen av landet, 600 km öster om huvudstaden Teheran. Dūlchāh ligger 1 209 meter över havet och antalet invånare är 231.
Terrängen runt Dūlchāh är platt söderut, men norrut är den kuperad.Runt Dūlchāh är det ganska glesbefolkat, med 30 invånare per kvadratkilometer. Närmaste större samhälle är Garātī, 14,7 km väster om Dūlchāh. Trakten runt Dūlchāh är ofruktbar med lite eller ingen växtlighet.